# ناحية رامند
ناحية رامند (بالفارسية: بخش رامند) هي ناحية في مقاطعة بوئين زهرا، محافظة قزوين، إيران. حسب إحصاء 2016، عدد سكان الناحية 19087 فردا في 5708 عائلة. بالناحية مدينة واحدة هي دانسفهان، وبها منطقتان ريفيتان هما قسم إبراهيم أباد الريفي وقسم رامند الجنوبي الريفي.